# British Independent Film Award alla miglior performance esordiente
Il British Independent Film Award alla miglior performance esordiente (British Independent Film Award for Breakthrough Performance) è un premio cinematografico annuale.
Fino al 2020 la categoria è stata presentata come British Independent Film Award al miglior esordiente (Most Promising Newcomer). In unica edizione, quella del 2000, sono stati assegnati due distinti premi, al miglior esordiente sullo schermo, ovvero attore (Best Newcomer (On Screen)), e al miglior esordiente non sullo schermo, ovvero tecnico (Best Newcomer (Off Screen)).

## Vincitori e candidati

### Anni 1990
- 1998
  - Laila Morse - Niente per bocca (Nil by Mouth)
  - Jamie Breese - My Funny Valentine
  - Enda Hughes - The Eliminator
  - James Pilkington - Pocket
  - Simon Rumley - Strong Language
- 1999
  - Lara Belmont - Zona di guerra (The War Zone)
  - Keri Arnold - The Darkest Light
  - Simon Bowles - Lighthouse
  - Alwin Kuchler - Ratcatcher

### Anni 2000
- 2000 - Miglior esordiente sullo schermo
  - Jamie Bell - Billy Elliot
  - Chris Beattie - Prenditi un sogno (Purely Belter)
  - Neil Fitzmaurice - Going Off Big Time
  - Dina Korzun - Last Resort
  - Lewis MacKenzie - Jimmy Grimble (There's Only One Jimmy Grimble)
  - Greg McLane - Prenditi un sogno (Purely Belter)
- 2000 - Miglior esordiente non sullo schermo
  - Justine Wright - Un giorno a settembre (One Day in September)
  - Damian Bromley - Going Off Big Time
  - Alison Domintz - Hotel Splendide
  - Igor Jadue-Lillo - The Low Down
  - Courtney Pine - It Was an Accident
- 2001
  - Ben Whishaw - My Brother Tom
  - Ingrid de Souza - Princesa
  - Mark Letheren - South West 9
  - Natalia Verbeke - Jump Tomorrow
- 2002
  - Martin Compston - Sweet Sixteen
  - Kathleen McDermott - Morvern Callar
  - Parminder Nagra - Sognando Beckham (Bend It Like Beckham)
  - William Ruane - Sweet Sixteen
- 2003
  - Harry Eden - Pure
  - Chiwetel Ejiofor - Piccoli affari sporchi (Dirty Pretty Things)
  - Romola Garai - Il profumo delle campanule (I Capture the Castle)
  - Jamie Sives - Wilbur Wants to Kill Himself
- 2004
  - Ashley Walters - Bullet Boy
  - Emily Blunt - My Summer of Love
  - Nick Frost - L'alba dei morti dementi (Shaun of the Dead)
  - Toby Kebbell - Dead Man's Shoes - Cinque giorni di vendetta (Dead Man's Shoes)
  - Atta Yaqub - Un bacio appassionato (Ae Fond Kiss...)
- 2005
  - Emily Barclay - In My Father's Den
  - Samina Awan - Love + Hate
  - Thelma Barlow - Lady Henderson presenta (Mrs Henderson Presents)
  - Alexander Nathan Etel - Millions
  - Rupert Friend - The Libertine
- 2006
  - Thomas Turgoose - This Is England
  - Harry Treadaway - Brothers of the Head
  - Luke Treadaway - Brothers of the Head
  - Samuel Barnett - The History Boys
  - Dominic Cooper - The History Boys
  - Jodie Whittaker - Venus
- 2007
  - Sam Riley - Control
  - Imogen Poots - 28 settimane dopo (28 Weeks Later)
  - Matthew Beard - And When Did You Last See Your Father?
  - Bradley Cole - Exhibit A
  - Kierston Wareing - In questo mondo libero... (It's a Free World...)
- 2008
  - Dev Patel - The Millionaire (Slumdog Millionaire)
  - Ayush Mahesh Khedekar - The Millionaire (Slumdog Millionaire)
  - Bill Milner - Son of Rambow - Il figlio di Rambo (Son of Rambow)
  - Will Poulter - Son of Rambow - Il figlio di Rambo (Son of Rambow)
  - Asa Butterfield - Il bambino con il pigiama a righe (The Boy in the Striped Pyjamas)
- 2009
  - Katie Jarvis - Fish Tank
  - Christian McKay - Me and Orson Welles
  - Edward Hogg - White Lightnin'
  - George MacKay - Ragazzi miei (The Boys Are Back)
  - Hilda Péter - Katalin Varga

### Anni 2010
- 2010
  - Joanne Froggatt - In Our Name
  - Andrea Riseborough - Brighton Rock
  - Tom Hughes - L'ordine naturale dei sogni (Cemetery Junction)
  - Connor McCarron - Neds
  - Manjinder Virk - The Arbor
- 2011
  - Tom Cullen - Weekend
  - Jessica Brown Findlay - Albatross
  - John Boyega - Attack the Block
  - Craig Roberts - Submarine
  - Yasmin Paige - Submarine
- 2012
  - James Floyd - My Brother the Devil
  - Elliott Tittensor - Spike Island
  - Eloise Laurence - Broken
  - Paul Brannigan - La parte degli angeli (The Angels' Share)
  - Zawe Ashton - Dreams of a Life
- 2013
  - Chloe Pirrie - Shell
  - Harley Bird - How I Live Now
  - Conner Chapman e Shaun Thomas - Il gigante egoista (The Selfish Giant)
  - Caity Lotz - The Machine
  - Jake Macapagal - Metro Manila
- 2014
  - Sameena Jabeen Ahmed - Catch me Daddy
  - Ben Schnetzer - Pride
  - Cara Delevigne - Meredith - The Face of an Angel (The Face of an Angel)
  - Gugu Mbatha-Raw - La ragazza del dipinto (Belle)
  - Liam Walpole - The Goob
- 2015
  - Abigail Hardingham - Nina Forever
  - Agyness Deyn - Sunset Song
  - Mia Goth - The Survivalist
  - Milo Parker - Mr. Holmes - Il mistero del caso irrisolto (Mr. Holmes)
  - Bel Powley - A Royal Night Out
- 2016
  - Hayley Squires - Io, Daniel Blake (I, Daniel Blake)
  - Steve Brandon - My Feral Heart
  - Dave Johns - Io, Daniel Blake (I, Daniel Blake)
  - Sennia Nanua - La ragazza che sapeva troppo (The Girl with All the Gifts)
  - Letitia Wright - Urban Hymn
- 2017
  - Naomi Ackie - Lady Macbeth
  - Harry Gilby - Just Charlie
  - Cosmo Jarvis - Lady Macbeth
  - Harry Michell - Chubby Funny
  - Lily Newmark - Pin Cushion
- 2018
  - Jessie Buckley - Beast
  - Michaela Coel - Been So Long
  - Liv Hill - Jellyfish
  - Marcus Rutherford - Obey
  - Molly Wright - Apostasy
- 2019[1]
  - Sam Adewunmi - The Last Tree
  - Vicky Knight - Dirty God
  - Lorn Macdonald - Beats
  - Roxanne Scrimshaw - Lynn + Lucy
  - Honor Swinton Byrne - The Souvenir

### Anni 2020
- 2020[2]
  - Kosar Ali - Rocks
  - Niamh Algar - L'ombra della violenza (Calm with Horses)
  - Conrad Khan - County Lines
  - Frankie Box - Perfect 10
  - Bukky Bakray - Rocks
- 2021
  - Nell Barlow - Sweetheart
  - Lauryn Ajufo - Boiling Point
  - Max Harwood - Everybody's Talking About Jamie
  - Jude Hill - Belfast
  - Ellora Torchia - IN THE EⱯRTH
- 2022
  - Safia Oakley-Green - Out of Darkness
  - Frankie Corio - Aftersun
  - Leo Long - I Used to Be Famous
  - Kíla Lord Cassidy - The Wonder
  - Rosy McEwen - Blue Jean
- 2023
  - Vivian Oparah – Ritrovarsi in Rye Lane (Rye Lane)
  - Le'Shantey Bonsu – Girl
  - Lola Campbell – Scrapper
  - Priya Kansara – Polite Society - Operazione matrimonio (Polite Society)
  - Mia McKenna-Bruce – How to Have Sex